# プファイファー

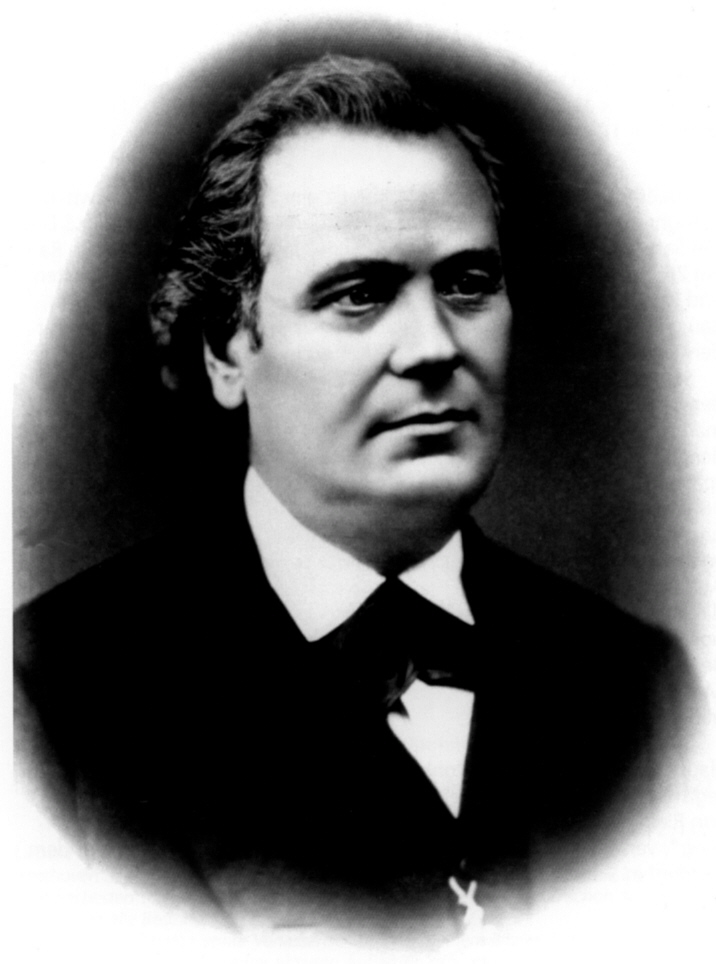
ヨーゼフ・アントン・プファイファー（1828年–1881年）

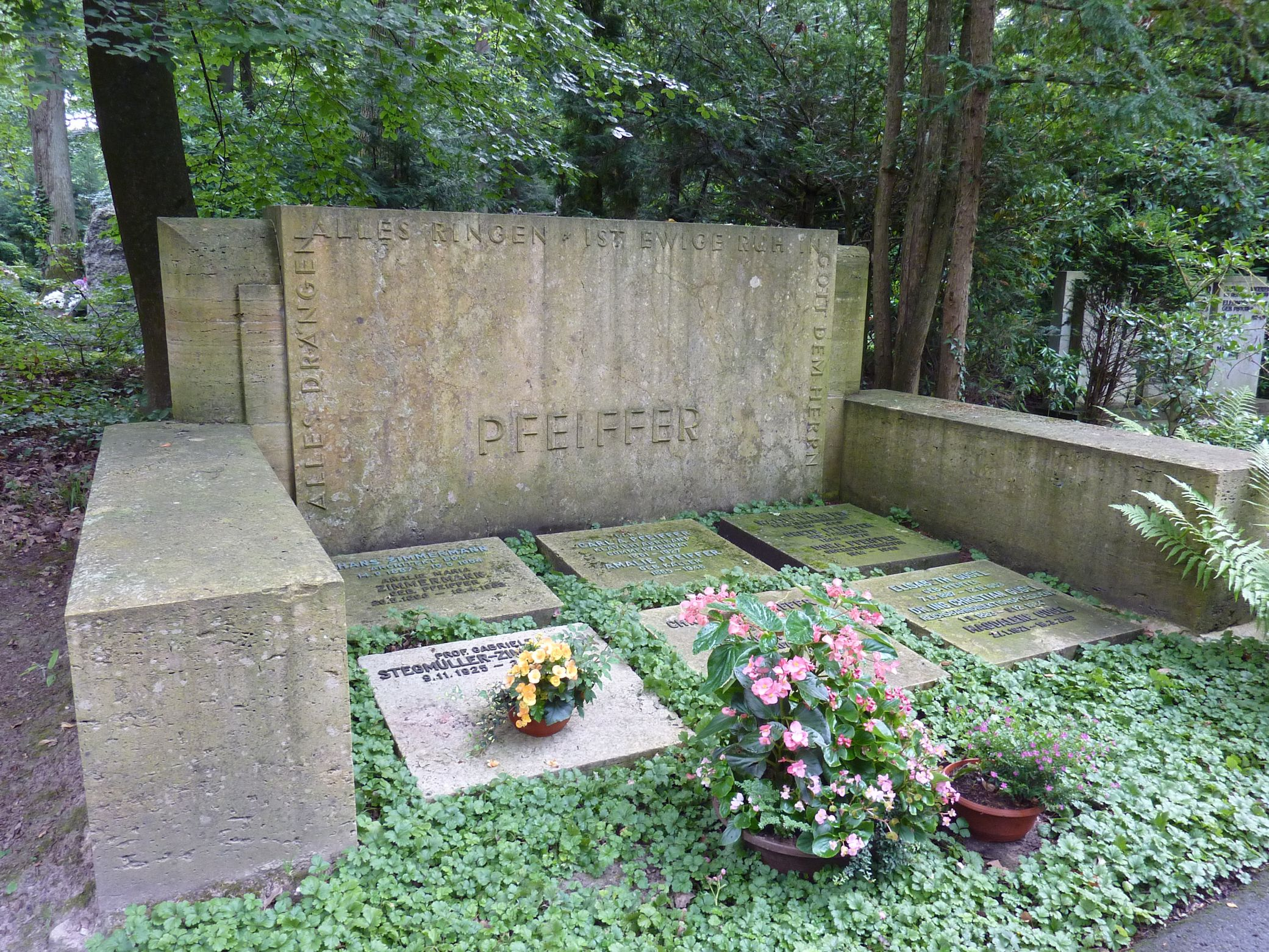
シュトゥットガルト・デガーロッホの森林墓地にあるプファイファー家の墓

カール・A・プファイファー（Carl A. Pfeiffer）GmbH & Co. KGは、ドイツ・バーデン＝ヴュルテンベルク州レオンベルクのアップライトピアノおよびグランドピアノ製造業者である。伝統的な技術を用いたピアノ製作でよく知られている。
1862年にヨーゼフ・アントン・プファイファー（1828年–1881年）によってシュツットガルトで創業された。彼の父カール・A・プファイファーはグウォグフ（現在のポーランド。ドイツ語名グローガウ）で既にピアノ製作者として働いていた。後者は2つの響板を持つダブルグランドピアノ（独:  Doppelflügel）を初めて製作した。今日、会社はプファイファー家の5世代目によって経営されている。
ヨーゼフの息子、カール・アントン・プファイファー（1861年–1927年、社名の由来）はピアノのための道具をいくつか開発した（ワイヤーを正確に曲げるためのいわゆるKröpfzange〔ペンチの一種〕など）。息子のヴァルター・プファイファーもピアノ、特にアクションを科学的に扱った。このテーマに関する彼の著作はピアノ製作において標準となる文献として一般的に認められている。
ドイツ民主共和国（東ドイツ）の西への編入後、ライプツィヒを拠点とするピアノ工場であったルートヴィヒ・フップフェルトAGおよびレーニッシュを買収した。プファイファー自身は1994年からレオンベルクを拠点としており、高品質のピアノ製造を続ける数少ない会社の一つである。2005年時点での年間生産台数はグランドピアノが約10台、アップライトピアノが約100台である。
レーニッシュおよびフップフェルトブランドのピアノの製造は2009年に破産するまで続けられた。その後、レーニッシュの名称はブリュートナーが購入した。